# Túnel Sá Freire Alvim
O Túnel Sá Freire Alvim localiza-se na cidade e estado do Rio de Janeiro, no Brasil.
O seu projeto foi aprovado em Outubro de 1953, pelo então prefeito Dulcídio Cardoso, para ligação da Rua Barata Ribeiro à Rua Raul Pompéia, sob o morro do Cantagalo, no bairro de Copacabana. Foi inaugurado em Janeiro de 1960.
O túnel inscrevia-se num projeto mais amplo visando desafogar o trânsito no bairro, já intenso à época, proporcionando uma terceira via paralela à praia, do Leme ao Posto 6, evitando desapropriações onerosas para a prefeitura. O tráfego nas ruas Barata Ribeiro e Pompeu Loureiro passou a ser realizado no sentido de Ipanema, prosseguindo em trechos das ruas Francisco Sá, Gomes Carneiro e Rainha Elizabeth, sendo esta última de trânsito no sentido do centro da cidade, via Avenida Nossa Senhora de Copacabana.
Com uma galeria de trezentos e vinte e seis metros de comprimento por dezoito de largura, o seu nome é uma homenagem a Sá Freire Alvim, último prefeito do então Distrito Federal. A perfuração foi executada pela firma Palatinato Construções S/A.